# Общее право
О́бщее пра́во (англ. common law) — единая система прецедентов, общая для всей Великобритании, наряду с правом справедливости (англ. law of equity), является одной из составных частей прецедентного права, которое имеет главенствующее значение в странах англо-американской правовой системы.
Сложилось в XIII—XIV веках на основе местных обычаев и практики королевских судов. Одним из основных источников права в системе общего права признаётся судебный прецедент.
По обобщению Генриха Брактона, авторитетного знатока права середины XIII века и автора трактата «О законах и обычаях Англии», особенность этой страны состоит в том, что только в ней (на тот момент) официально дозволяется пользоваться обычаем и неписаным правом.

## История формирования
Общим правом именуется как система законов, так и вид правовой системы, разработанной на основании решений судов и судебных органов, а не с помощью законов или подзаконных актов исполнительной власти.
Общее право создается и определяется самими судьями в решениях по конкретным делам. Решение принимается по конкретному рассматриваемому делу, и это решение в дальнейшем будет применяться к другим подобным делам. При отсутствии четких определений закона судьи имеют полномочия и обязанность творить право, создав прецедент. Совокупность прецедентов называется «общим правом» и связывает с ним будущие решения. В дальнейшем, когда стороны не согласны с точкой зрения закона, дело рассматривается судом с использованием предыдущего прецедента по подобному делу. Если аналогичный спор был решен в прошлом, суд обязан следовать аргументациям, использованным в предыдущих решениях (этот принцип известен как обязывающая сила прецедентов — англ. stare decisis). Однако, если суд установит, что суть рассматриваемого дела в корне отличается от всех предыдущих случаев, он будет решать дело как рассматриваемое впервые. После этого новое решение станет прецедентом, и оно будет связывать будущие дела в соответствии с принципом обязывающей силы прецедентов.
На практике общеправовая система является значительно более сложной, чем идеальная система, описанная выше. Решения суда являются обязательными только в конкретной юрисдикции, и даже в рамках той или иной юрисдикции некоторые суды имеют больше власти, чем другие. Например, в большинстве юрисдикций решения апелляционных судов имеют обязательную силу для нижестоящих судов в той же юрисдикции и для будущих решений того же апелляционного суда, а решения не апелляционных судов не имеют обязательной силы. Взаимодействие общего и конституционного права, устанавливающих права и нормативно-правовые акты, также влечет за собой значительные сложности. Однако обязывающая сила прецедентов — принцип, согласно которому аналогичные случаи должны решаться в соответствии с субординацией норм — лежит в основе всех общеправовых систем.
Согласно трактату «О законах и обычаях Англии» Генриха Брактона:
В Англии существует также много различных обычаев, соответствующих разным местностям (страны), ибо англичане обладают по обычаю многими правами, которых они не имеют по закону; так в различных графствах, городских общинах, бургах и деревнях постоянно должны производиться расследования о том, каков обычай этой местности и как этот обычай соблюдается теми (людьми), которые на него ссылаются.

### Происхождение термина
В XII—XIII веках термин общее право (лат. jus commune) был понятием римско-канонического права и обозначал ту его часть, которая применялась во всем христианском мире, в отличие от местных обычаев (лат. lex terrae). Из канонического права этот термин перешёл в создававшуюся в эту эпоху систему королевских судов, также общую для всей средневековой Англии и существовавшую наряду с местными феодальными судами — графскими судами.
Английский король Генрих II Плантагенет начал посылать своих юстициариев для рассмотрения судебных дел по различным местам своего королевства. Поначалу эти разъездные судьи опирались на королевские ассизы (первой из которых стала Кларендонская ассиза 1166 года, затем Нортгемптонская ассиза 1176 года), согласно которым проводился опрос свидетелей или соседей, часто в количестве 12 человек, из которых позже сформировалось жюри присяжных. В конце XII века опыт работы королевских судей начали обобщать в виде трактатов по английскому общему праву. Первыми из них считаются книга Гленвиля «Трактат о законах и обычаях королевства Английского» и «Беседа казначея» (англ. The Dialogue of the Exchequer), авторство которой приписывают епископу Кентерберийскому Хьюберту Уолтеру.

### Распространение
Принципы общего права действуют в Великобритании, США, Канаде (кроме Квебека), Австралии, Новой Зеландии, Ирландии и других странах бывшей Британской империи, таких как Индия, Пакистан, Гонконг, Сингапур, Бангладеш, Малайзия, ЮАР, Зимбабве, Камерун, Намибия, Ботсвана, Гана и другие (на илл.).

## Характерные особенности

### Отличие от статутного права
В большинстве областей права в тех странах, где прослеживается правовое влияние Великобритании (члены Содружества наций, США), законы принимаются законодательной властью, кроме них существуют постановления правительства и других органов исполнительной власти, а общее или прецедентное право — это совокупность решений, принятых судами (или квазисудебными трибуналами). Это понимание можно также разделить на две группы:
- права, вытекающие из чисто общего права, не указанные в конкретном законе; например, большая часть уголовного права и процессуального права до XX века не была определена статутом, и даже сегодня большая часть гражданского и деликтного права живёт только в судебных решениях;
- определения и нормы, указанные в статутах, постановлениях исполнительной власти и конституциях.

### Отличие от права справедливости
До 1873 года в Англии было две параллельные судебные системы: суды общего права и суды справедливости. Этот раскол распространялся на многие из британских колоний (в том числе бывших), в том числе США. Нормы права справедливости складывались из решений Суда канцлера до 1875 года.
В 1873—1875 годах в результате масштабной судебной реформы в Великобритании общее право и право справедливости были объединены в единую систему законом о судоустройстве, но существенные различия между ними сохраняются до сих пор. По этому закону нормы права справедливости в случае, если они расходятся с общим правом, получили приоритет над общим правом.

### Отличие от континентальных правовых систем
Англосаксонское общее право отличается от правовых систем романо-германского типа тем, что оно не кодифицировано. Общеправовые системы придают большое значение судебным решениям, которые считаются важнейшим источником права наравне с законодательным актом, принимаемым парламентом. В то же время в рамках романо-германского права судебному прецеденту придается сравнительно меньший вес, а писаному праву уделяется сравнительно больший. Например, кодекс Наполеона прямо запрещает французскому судье создавать судебный прецедент.